# Antonio Carlos Ortega
Antonio Carlos Ortega Pérez es un entrenador y exjugador de balonmano español. Fue 146 veces internacional con la Selección de balonmano de España y uno de los jugadores más relevantes de la historia de la Liga ASOBAL: es el quinto máximo goleador de la competición.
Se formó como jugador de balonmano en las categorías inferiores de los Maristas y terminó su carrera deportiva por una lesión que le impidió seguir jugando al balonmano cuando tenía 33 años. Actualmente es el entrenador de la sección de balonmano del FC Barcelona.

## Equipos
Jugador
- Maristas Málaga (1990-1994)
- FC Barcelona (1994-2005)

Entrenador
- Club Balonmano Antequera (2005-2011)
- MKB Veszprém KC (2012-2015)
- Selección de Japón (2016-2017)
- KIF Kolding (2016-2017)
- TSV Hannover-Burgdorf (2017-2021)
- FC Barcelona (2021-act.)

## Méritos

### Como jugador
- 6 Copas de Europa (95-96, 96-97, 97-98, 98-99, 99-00 y 04-05)
- 5 Supercopas de Europa (96-97, 97-98, 98-99, 99-00 y 03-04)
- 1 Recopa (94-95)
- 1 Copa EHF (02-03)
- 6 Ligas Asobal (95-96, 96-97, 97-98, 98-99, 99-00 y 02-03)
- 4 Copas del Rey (96-97, 97-98, 99-00 y 03-04)
- 5 Supercopas de España (96-97, 97-98, 99-00, 00-01 y 03-04)
- 5 Copas Asobal (94-95, 95-96, 99-00, 00-01 y 01-02)
- 6 Ligas de los Pirineos (97-98, 98-99, 99-00, 00-01, 01-02 y 03-04)
- 2 Ligas Catalanas (94-95 y 96-97).

### Con la selección
- Medalla de bronce en los Juegos Olímpicos de Sídney 2000
- Medalla de plata en el Europeo de Italia (1998)
- Medalla de bronce en el Europeo de Croacia (2000)

### Como entrenador
- Liga de Hungría: 2013, 2014, 2015.
- Liga de España: 2022, 2023,2024.
- Copa de Hungría: 2013, 2014, 2015.
- Copa de España: 2021, 2022, 2023, 2024.
- Liga de Campeones de la EHF: 2022, 2024.